# The Company – Im Auftrag der CIA
The Company – Im Auftrag der CIA (Originaltitel: The Company) ist eine dreiteilige US-amerikanische Miniserie über die Aktivitäten des US-Geheimdienstes CIA während des Kalten Krieges. Ihre Handlung basiert auf dem gleichnamigen Roman von Robert Littell, der von Ken Nolan im Jahr 2007 verfilmt wurde. Am 20. und 27. Februar 2012 strahlte Sat.1 die Miniserie als Zweiteiler aus.

## Handlung
The Company schildert den Kampf der konkurrierenden Nachrichtendienste CIA und KGB vom Ende des Zweiten Weltkrieges bis zum Fall der Sowjetunion. Hauptperson ist der idealistische Agent Jack McCauliffe, der nach dem Studium an der Spitzenuniversität Yale von seinem Sportruder-Trainer für die CIA angeworben wird. McCauliffes beste Freunde auf der Universität waren Leo Kritzky und der in Russland geborene Jewgeni Tsipin.
McCauliffes erster Einsatz findet im Nachkriegs-Berlin statt, wo er zusammen mit seinem Freund Leo Kritzky von Harvey Torriti (Codename „The Sorcerer“, deutsch: „Der Zauberer“) eingearbeitet wird. Die beiden bleiben auch nach der Zeit in Berlin in stetigem Kontakt. Ihre Basis befindet sich 1954 in einem Teil eines schmuddeligen Kinos. Jewgeni Tsipin kehrt zur Beerdigung seines Vaters nach Moskau zurück, wo ihm Pavel Zhilov alias Starik als Freund der Familie vorgestellt wird. Von ihm erfährt er, dass er KGB-General ist und sein Vater ebenfalls für den KGB gearbeitet hat. Starik versucht ihn aufgrund seiner Sprachkenntnisse und seiner Erfahrungen in den USA auch für den sowjetischen Auslandsgeheimdienst zu rekrutieren. Während seiner Agentenausbildung lernt er Azalia Ivanova kennen und verliebt sich in sie. Starik stellt Tsipin aber vor die Entscheidung – sein Land oder die Frau, die er liebt. Jewgeni verlässt Moskau und reist in die USA, wo er als Laufbursche für Kahns Liquor Store arbeitet und auch Lieferungen an Adrian Philby in Georgetown durchführt.
Unterdessen bietet ein ostdeutscher Agent namens Wischnewski der CIA-Basis in Berlin Informationen über einen Maulwurf innerhalb des britischen Auslandsgeheimdienstes MI6 an. Im Austausch fordert er eine sichere Passage für sich und seine Familie in den Westen. CIA-Abwehrchef James Angleton sendet Aufträge nach Berlin, um mit der Exfiltration (Absetzung, Ausschleusung) von Wischnewski zu beginnen und informiert auch seinen besten Freund Adrian Philby, der als MI6-Verbindungsmann zur CIA in Washington D.C. tätig ist. Die Hilfe für Wischnewski scheitert und die CIA-Basis im Kino wird von KGB-Agenten und als Berliner Polizei getarnte Agenten gestürmt. Die CIA-Agenten, darunter McCauliffe und Torriti können nach einer Schießerei flüchten. Kurz darauf beginnt Abwehrchef Angleton mit der Analyse der Informationen und mit der Durchführung einer gründlichen Suche innerhalb der CIA nach dem besagten Maulwurf und vermutet die undichte Stelle in der Berliner Stelle. Torriti versucht unterdessen mit einem riskanten Plan den Maulwurf aufzudecken. Er versendet echte Informationen, den sogenannten „Kontrastbrei“, um den Verräter zu lokalisieren. Inzwischen erhält Jack McAuliffe von Lili, einer ostdeutschen Ballerina, Geheiminformationen von dem Wissenschaftler und Professor Ernst Loffler. Beide fliegen auch durch eine undichte Stelle beim CIA auf und Jack kann Lili – in die er sich verliebt hat – nicht mehr retten. 
Durch den Einsatz bei weiteren CIA-Missionen (unter anderem bei der Operation PBSUCCESS in Guatemala, während des Ungarn-Aufstandes 1956 und der Schweinebucht-Invasion 1961) wird Jack klar, dass die CIA von KGB-Agenten unterwandert wurde. Im Zusammenspiel mit James Jesus Angleton, seinerzeit verantwortlich für die Abteilung Gegenspionage in der CIA, versuchen McCauliffe und Torriti, den Doppelagenten (Maulwurf) zu finden. Im Laufe der Handlung steigert sich Angleton immer mehr in die Suche hinein, sodass er viele Agenten und sogar Politiker des Verrats beschuldigt. Die CIA-Führung legte ihm deshalb den vorzeitigen Ruhestand nahe. Am Ende der Serie stellt sich jedoch heraus, dass Angleton mit einer Beschuldigung recht hatte. 
Parallel dazu wird die weitere Laufbahn des KGB-Agenten Yevgeny Tsipin erzählt, mit dem Auftrag der Infiltrierung der CIA und das Anrichten eines globalen Wirtschaftsschadens im Auftrag von KGB-General Starik. Die Handlungsstränge von Tsipin und McCauliffe überschneiden sich im Laufe des Filmes immer mehr.

## Trivia
Der sowjetische Spion Tsipin benutzt im Film die Decknamen „Eugene Dodgson“ und „Gene Lutwidge“ sowie das Code-Wort „Alice im Wunderland“, dem Titel eines Buches des britischen Autors Charles Lutwidge Dodgson, bekannt unter seinem Pseudonym Lewis Carroll. Tsipins KGB-Führungsoffizier Starik erstellt gerne Fotos von jungen Mädchen, genau wie Dodgson. 

## Drehorte
- Sommer 2006: Toronto und Hamilton (Kanada)
- Herbst 2006: Budapest (Ungarn)
- Frühling 2007: Añasco (Puerto Rico)

## Veröffentlichung
The Company erschien am 23. Oktober 2007 auf DVD und Blu-ray Disc. Letztere ist nur in englischer Sprache verfügbar.

## Auszeichnungen
- 2007 HPA Award: Hervorragendes Compositing beim Fernsehen
- 2008 Primetime-Emmy: Hervorragende Musikkomposition für eine Miniserie, einen Fernsehfilm oder ein Special (Jeff Beal)
- 2008 Eddie: Bester Schnitt bei einer Miniserie oder einem Fernsehfilm (Scott Vickrey, Robert A. Ferretti)
- 2008 ASC Award: Hervorragende Leistung in Kinematographie bei einem Fernsehfilm, einer Miniserie oder einem Pilotfilm (Ben Nott)
- 2008 Kameramann des Jahres (Ben Nott)
- 2008 Goldenes Stativ: Fernsehfilm, Fernsehdrama und Miniserie (Ben Nott)
- 2008 WGA Award: Beste Filmadoption (Ken Nolan)

Außerdem wurde er 2008 noch für den Golden Globe in der Kategorie „Beste Miniserie oder Fernsehfilm“ nominiert.